# Trileptium stylum
Trileptium stylum är en rundmaskart som beskrevs av Gerlach 1956. Trileptium stylum ingår i släktet Trileptium och familjen Enoplidae. Inga underarter finns listade i Catalogue of Life.